# Relaciones Ecuador-Malasia
Las Relaciones Ecuador-Malasia se refieren a las relaciones entre Malasia y Ecuador. Ecuador cerro su embajada en Kuala Lumpur en 2020. Malasia tiene un cónsul honorario en Quito. 
Ambos países son también miembros del Movimiento No Alineado.

## Historia
Las relaciones diplomáticas entre los dos países se han establecido desde 1994, ya que las relaciones se describen como "muy amigable". Las relaciones están principalmente en las relaciones económicas bilaterales.

## Relaciones económicas
En 2012, el comercio total entre los países vale alrededor de $ 142.20 mil millones con exportaciones ecuatorianas de $ 22.29 millones y las importaciones de Malasia con $ 119.91 millones. Las principales exportaciones ecuatorianas a Malasia como el cacao en grano, el café y el marisco, mientras que las principales importaciones de Malasia son principalmente semiconductores y conductores electrónicos. Varios Memorándum de Entendimiento (MoU) han sido firmados por ambos países para mejorar las relaciones económicas. Aparte de eso, un acuerdo entre la Autoridad Portuaria de Port Klang y la Autoridad Portuaria de Manta que podría conectar los países de la Asociación de Naciones del Sudeste Asiático con los mercados de Sudamérica a través de Ecuador ha sido Firmado, incluyendo una angustia en la innovación y la transferencia de tecnología. El Gobierno del Ecuador también se interesó por las inversiones de Malasia en el sector del aceite de palma con una de las compañías de Malasia, Sime Darby, está buscando posibilidades de invertir en Ecuador. En el sector educativo, Ecuador ha ofrecido a la Universidad Nacional de Malasia (UKM) participar en un proyecto educativo innovador en una nueva ciudad visionaria en el país sudamericano y el país ha solicitado a las instituciones malasias de enseñanza superior Participar en la transformación de la economía ecuatoriana. Además, Malasia también ha financiado un proyecto de monorraíl en Rumiñahui y se ha comprometido a fortalecer las relaciones bilaterales con Ecuador a través de la realización de programas de cooperación y el fomento del financiamiento de proyectos de infraestructura en Ecuador.